# Dysdera lusitanica
Dysdera lusitanica este o specie de păianjeni din genul Dysdera, familia Dysderidae, descrisă de Kulczynski, 1915. Conform Catalogue of Life specia Dysdera lusitanica nu are subspecii cunoscute.